# Уродыня (приток Пчёвжи)
Уродыня — река на территории России, протекает по Любытинскому району Новгородской области и Киришскому району Ленинградской области.

## География и гидрология
Река течёт преимущественно на север. Населённых пунктов по берегам реки нет.
Длина реки — 14 км. Устье реки находится в 96 км по левому берегу реки Пчёвжи.

## Данные водного реестра
По данным государственного водного реестра России относится к Балтийскому бассейновому округу, водохозяйственный участок реки — Волхов, речной подбассейн реки — Волхов. Относится к речному бассейну реки Невы (включая бассейны рек Онежского и Ладожского озера).
Код объекта в государственном водном реестре — 01040200612102000019124.